# Esperanza Fernández Vargas
Esperanza Fernández Vargas (Sevilla, 1966), cantaora más conocida solo como Esperanza Fernández.

## Biografía
Gitana, nacida en el sevillano barrio de Triana, hija de Curro Fernández, cantaor, y Pepa Vargas, cantaora de Lebrija, ha recibido la herencia flamenca de una familia de importantes cantaores, guitarristas y bailaores.
Con dieciséis años ya debutó como primera cantaora en el espectáculo Amargo, del bailaor y coreógrafo Mario Maya. Más adelante en su carrera compartió escenarios con algunas de las figuras más importantes del género del Flamenco como son Paco de Lucía, Camarón de la Isla, Rafael Riqueni o Enrique Morente. 
En 1994 protagonizó junto a Enrique Morente el espectáculo A Oscuras, que fue uno de los grandes éxitos de la VII edición de la Bienal de Flamenco de Sevilla, celebrado en el marco del teatro de la Real Maestranza.

## Carrera artística
A partir de 1995 colaboró con la Orquesta Joven de Andalucía interpretando la célebre obra El Amor Brujo de Manuel de Falla en diferentes conciertos, y con ella grabó el mes de diciembre de ese año la versión completa de la obra, dirigida por Juan Udaeta. A principios del año siguiente, 1996, fue elegida por la Orquestra Sinfónica de Barcelona i Nacional de Catalunya para la grabación de esa misma obra, que asimismo le valió para actuar con la Orquesta Sinfónica de Valencia, la Sinfónica de Galicia, la Ciudad de Granada y la Nacional de Brasil, entre otras. En 2001 grabaría de nuevo "El Amor Brujo" con la Orquesta Nacional de España dirigida por Rafael Frühbeck de Burgos, clausurando el Festival Internacional de Música y Danza de Granada, del cual saldría al mercado un CD en febrero del año siguiente, 2002.
En 1997 interpretó un tipo de música más contemporánea, como la compuesta expresamente para ella por Mauricio Sotelo, estrenando espectáculos como Epitafio y Nadie en el Verano Musical de Segovia de ese año junto al Trío Accanto; un repertorio con el que participó asimismo en el Festival de Otoño de Madrid.
En ese mismo año su carrera artística alcanza proyección internacional siendo escogida para representar a España en el Pop Komm '97 celebrado en Colonia, siendo además invitada por el maestro Yehudi Menuhinn a participar en los conciertos Voces por la Paz junto a cantantes como Myriam Makeba o Noa.
Ha sido solicitada su colaboración en el campo discográfico por numerosos artistas, desde su participación en Potro de Rabia y Miel que protagonizara Camarón de la Isla, para participar en diferentes grabaciones como Los Gitanos cantan a Lorca (Vol. 2) u Oratorio por Ceferino. Su primer trabajo discográfico en solitario lo presentó en octubre de 2001 bajo el título de Esperanza Fernández, con el que consiguió grandes éxitos de crítica y ventas.
En 2003 realizó una gira por 25 teatros españoles colaborando como cantaora en el espectáculo El duende, la molinera y el corregidor basado en la obra de Manuel de Falla, participando también en numerosos conciertos y espectáculos, tanto en España como en el extranjero.

## Reconocimientos
En 2008, recibió el Giraldillo al cante de la XV Bienal de flamenco, en el año 2013 fue elegida por El Correo de Andalucía para protagonizar el tradicional Concierto de Navidad en la Catedral de Sevilla.
En 2019 junto a otros como Joaquín Sánchez, Joaquín Caparrós la Medallas de Oro de la Provincia de Sevilla.